# Чемпіонат світу з футболу 1990 (кваліфікаційний раунд, УЄФА)
У рамках відбіркового турніру до чемпіонату світу з футболу 1990 32 команди конфедерації УЄФА змагалися за тринадцять місць у фінальній частині чемпіонату світу з футболу 1990. Крім того ще один представник Європи, збірна Італії, кваліфікувався до розіграшу Кубка світу автоматично як господар турніру. Відбірковий турнір тривав з 21 травня 1988 до 18 листопада 1989 року.

## Формат
Турнір проходив за круговою системою у семи групах — чоторьох групах з п'яти команд і трьох групах з чотирьох команд. Напряму до фінальної частини чемпіонату світу виходили переможці усіх груп, а також команди, що посіли другі місця у групах із п'яти команд (групи 3, 5, 6 та 7). Серед команд, що посіли другі місця у групах 1, 2 та 4, визначалися дві команди, які мали найкращий результат, що також виходили на світову першість. Таким чином на чемпіонат не потрапляла лише одна команда серед тих, що посіли другі місця.

## Жеребкування
Жеребкування відбулося 12 грудня 1987 року в Цюриху, Швейцарія. При жеребкуванні 32 команди-учасниці відбору були розподілені між п'ятьма кошиками, звідки відбувалося їх жеребкування між сімома групами. У наведеному нижче складі кошиків жирним позначені команди, що успішно пройшли кваліфікацію.
| Кошик A                                                   | Кошик B                                                                  | Кошик C                                                                             | Кошик D                                                                   | Кошик E                                |
| --------------------------------------------------------- | ------------------------------------------------------------------------ | ----------------------------------------------------------------------------------- | ------------------------------------------------------------------------- | -------------------------------------- |
| ФРН · Англія · Іспанія · СРСР · Данія · Бельгія · Франція | Болгарія · Нідерланди · Польща · НДР · Португалія · Шотландія · Угорщина | Румунія · Швеція · Уельс · Північна Ірландія · Австрія · Чехословаччина · Югославія | Ірландія · Греція · Швейцарія · Фінляндія · Ісландія · Норвегія · Албанія | Туреччина · Мальта · Люксембург · Кіпр |

### Резюме
| Група 1         | Група 2        | Група 3                | Група 4         | Група 5               | Група 6                           | Група 7                         |
| --------------- | -------------- | ---------------------- | --------------- | --------------------- | --------------------------------- | ------------------------------- |
| Румунія         | Швеція         | СРСР                   | Нідерланди      | Югославія             | Іспанія                           | Бельгія                         |
| Данія           | Англія         | Австрія                | ФРН             | Шотландія             | Ірландія                          | Чехословаччина                  |
| Греція Болгарія | Польща Албанія | Туреччина НДР Ісландія | Фінляндія Уельс | Франція Норвегія Кіпр | Угорщина Північна Ірландія Мальта | Португалія Швейцарія Люксембург |

## Результати

### Група 1
|          | І | В | Н | П | Г+ | Г- | РГ  | О |
| -------- | - | - | - | - | -- | -- | --- | - |
| Румунія  | 6 | 4 | 1 | 1 | 10 | 5  | +5  | 9 |
| Данія    | 6 | 3 | 2 | 1 | 15 | 6  | +9  | 8 |
| Греція   | 6 | 1 | 2 | 3 | 3  | 15 | −12 | 4 |
| Болгарія | 6 | 1 | 1 | 4 | 6  | 8  | −2  | 3 |

|          | Болгарія | Данія | Греція | Румунія |
| -------- | -------- | ----- | ------ | ------- |
| Болгарія | –        | 0 – 2 | 4 – 0  | 1 – 3   |
| Данія    | 1 – 1    | –     | 7 – 1  | 3 – 0   |
| Греція   | 1 – 0    | 1 – 1 | –      | 0 – 0   |
| Румунія  | 1 – 0    | 3 – 1 | 3 – 0  | –       |

| 19 жовтня 1988 |

| Греція         | 1–1    | Данія        |
| -------------- | ------ | ------------ |
| Мітропулос 41' | (Звіт) | Поульсен 56' |

| Олімпійський стадіон, Афіни Глядачів: 19,349 Арбітр: Душан Крхняк (Чехословаччина) |

| 19 жовтня 1988 |

| Болгарія  | 1–3    | Румунія                      |
| --------- | ------ | ---------------------------- |
| Колев 31' | (Звіт) | Матеуц 25' Кеметару 79', 89' |

| Васил Левський, Софія Глядачів: 60,000 Арбітр: Міхал Лісткевич (Польща) |

| 2 листопада 1988 |

| Румунія                               | 3–0    | Греція |
| ------------------------------------- | ------ | ------ |
| Матеуц 26' Хаджі 40' (пен.) Сабеу 84' | (Звіт) |        |

| Стяуа, Бухарест Глядачів: 15,000 Арбітр: Губерт Форстінгер (Австрія) |

| 2 листопада 1988 |

| Данія       | 1–1    | Болгарія    |
| ----------- | ------ | ----------- |
| Ельструп 8' | (Звіт) | Садаков 38' |

| Ідретспаркен, Копенгаген Глядачів: 34,600 Арбітр: Джордж Сміт (Шотландія) |

| 26 квітня 1989 |

| Греція | 0–0    | Румунія |
| ------ | ------ | ------- |
|        | (Звіт) |         |

| Олімпійський стадіон, Афіни Глядачів: 15,000 Арбітр: Арон Шмідгубер (ФРН) |

| 26 квітня 1989 |

| Болгарія | 0–2    | Данія                       |
| -------- | ------ | --------------------------- |
|          | (Звіт) | Поульсен 41' Б. Лаудруп 89' |

| Васил Левський, Софія Глядачів: 37,000 Арбітр: Ален Дельмер (Франція) |

| 17 травня 1989 |

| Румунія     | 1–0    | Болгарія |
| ----------- | ------ | -------- |
| Попеску 35' | (Звіт) |          |

| Стяуа, Бухарест Глядачів: 30,000 Арбітр: Сергій Хусаїнов (СРСР) |

| 17 травня 1989 |

| Данія                                                                                                  | 7–1    | Греція       |
| --- | ------ | ------------ |
| Б. Лаудруп 24' Бартрам 47' К. Нільсен 55' Поульсен 56' Вільфорт 79' Андерсен 85' М. Лаудруп 89' (пен.) | (Звіт) | Маврідіс 39' |

| Ідретспаркен, Копенгаген Глядачів: 40,000 Арбітр: Кіт Гакетт (Англія) |

| 11 жовтня 1989 |

| Болгарія                                        | 4–0    | Греція |
| ----------------------------------------------- | ------ | ------ |
| Іванов 72' Банков 76' Іскренов 79' Стоїчков 88' | (Звіт) |        |

| імені Юрія Гагаріна, Варна Глядачів: 15,000 Арбітр: Рольф Блаттманн (Швейцарія) |

| 11 жовтня 1989 |

| Данія                                     | 3–0    | Румунія |
| ----------------------------------------- | ------ | ------- |
| К. Нільсен 4' Б. Лаудруп 26' Поульсен 85' | (Звіт) |         |

| Ідретспаркен, Копенгаген Глядачів: 45,400 Арбітр: Клод Буїє (Франція) |

| 15 листопада 1989 |

| Греція       | 1–0    | Болгарія |
| ------------ | ------ | -------- |
| Ніопліас 49' | (Звіт) |          |

| Олімпійський стадіон, Афіни Глядачів: 1,500 Арбітр: Зоран Петрович (Югославія) |

| 15 листопада 1989 |

| Румунія                   | 3–1    | Данія       |
| ------------------------- | ------ | ----------- |
| Балінт 25', 61' Сабеу 38' | (Звіт) | Поульсен 6' |

| Стяуа, Бухарест Глядачів: 30,000 Арбітр: Туліо Ланезе (Італія) |

### Група 2
|         | І | В | Н | П | Г+ | Г- | РГ  | О  |
| ------- | - | - | - | - | -- | -- | --- | -- |
| Швеція  | 6 | 4 | 2 | 0 | 9  | 3  | +6  | 10 |
| Англія  | 6 | 3 | 3 | 0 | 10 | 0  | +10 | 9  |
| Польща  | 6 | 2 | 1 | 3 | 4  | 8  | −4  | 5  |
| Албанія | 6 | 0 | 0 | 6 | 3  | 15 | −12 | 0  |

|         | Албанія | Англія | Польща | Швеція |
| ------- | ------- | ------ | ------ | ------ |
| Албанія | –       | 0 – 2  | 1 – 2  | 1 – 2  |
| Англія  | 5 – 0   | –      | 3 – 0  | 0 – 0  |
| Польща  | 1 – 0   | 0 – 0  | –      | 0 – 2  |
| Швеція  | 3 – 1   | 0 – 0  | 2 – 1  | –      |

| 19 жовтня 1988 |

| Англія | 0 – 0  | Швеція |
| ------ | ------ | ------ |
|        | (Звіт) |        |

| Вемблі, Лондон Глядачів: 65,628 Арбітр: Жерар Біге (Франція) |

| 19 жовтня 1988 |

| Польща        | 1 – 0  | Албанія |
| ------------- | ------ | ------- |
| К. Важиха 78' | (Звіт) |         |

| Сілезький стадіон, Хожув Глядачів: 35,000 Арбітр: Мірча Саломір (Румунія) |

| 5 листопада 1988 |

| Албанія  | 1 – 2  | Швеція                     |
| -------- | ------ | -------------------------- |
| Шеху 33' | (Звіт) | Гольмквіст 68' Екстрем 71' |

| Кемаль Стафа, Тирана Глядачів: 20,000 Арбітр: Юсуф Намоглу (Туреччина) |

| 8 березня 1989 |

| Албанія | 0 – 2  | Англія               |
| ------- | ------ | -------------------- |
|         | (Звіт) | Барнс 16' Робсон 63' |

| Кемаль Стафа, Тирана Глядачів: 30,000 Арбітр: Джон Бланкенштайн (Нідерланди) |

| 26 квітня 1989 |

| Англія                                           | 5 – 0  | Албанія |
| ------------------------------------------------ | ------ | ------- |
| Лінекер 5' Бердслі 12', 64' Водл 72' Гаскойн 88' | (Звіт) |         |

| Вемблі, Лондон Глядачів: 60,602 Арбітр: Ейнар Галле (Норвегія) |

| 7 травня 1989 |

| Швеція                 | 2 – 1  | Польща        |
| ---------------------- | ------ | ------------- |
| Юнг 85' Н. Ларссон 90' | (Звіт) | Тарасевич 87' |

| Росунда, Стокгольм Глядачів: 35,032 Арбітр: Курт Ретлісбергер (Швейцарія) |

| 3 червня 1989 |

| Англія                         | 3 – 0  | Польща |
| ------------------------------ | ------ | ------ |
| Лінекер 23' Барнс 72' Вебб 83' | (Звіт) |        |

| Вемблі, Лондон Глядачів: 69,203 Арбітр: Луїджі Аньйолін (Італія) |

| 6 вересня 1989 |

| Швеція | 0 – 0  | Англія |
| ------ | ------ | ------ |
|        | (Звіт) |        |

| Росунда, Стокгольм Глядачів: 38,588 Арбітр: Губерт Форстінгер (Австрія) |

| 8 жовтня 1989 |

| Швеція                                 | 3 – 1  | Албанія         |
| -------------------------------------- | ------ | --------------- |
| Магнуссон 20' Інгессон 55' Енквіст 89' | (Звіт) | Кушта 8' (пен.) |

| Росунда, Стокгольм Глядачів: 32,423 Арбітр: Жозе Роза душ Сантуш (Португалія) |

| 11 жовтня 1989 |

| Польща | 0 – 0  | Англія |
| ------ | ------ | ------ |
|        | (Звіт) |        |

| Сілезький стадіон, Хожув Глядачів: 32,423 Арбітр: Еміліо Соріано Аладрен (Іспанія) |

| 25 жовтня 1989 |

| Польща | 0 – 2  | Швеція                            |
| ------ | ------ | --------------------------------- |
|        | (Звіт) | П. Ларссон 34' (пен.) Екстрем 60' |

| Сілезький стадіон, Хожув Глядачів: 12,000 Арбітр: Віланд Циллер (НДР) |

| 15 листопада 1989 |

| Албанія   | 1 – 2  | Польща                   |
| --------- | ------ | ------------------------ |
| Кушта 63' | (Звіт) | Тарасевич 45' Зьобер 85' |

| Кемаль Стафа, Тирана Глядачів: 10,000 Арбітр: Джордж Сміт (Шотландія) |

### Група 3
|           | І | В | Н | П | Г+ | Г- | РГ | О  |
| --------- | - | - | - | - | -- | -- | -- | -- |
| СРСР      | 8 | 4 | 3 | 1 | 11 | 4  | +7 | 11 |
| Австрія   | 8 | 3 | 3 | 2 | 9  | 9  | 0  | 9  |
| Туреччина | 8 | 3 | 1 | 4 | 12 | 10 | +2 | 7  |
| НДР       | 8 | 3 | 1 | 4 | 9  | 13 | −4 | 7  |
| Ісландія  | 8 | 1 | 4 | 3 | 6  | 11 | −5 | 6  |

|           | Австрія | НДР   | Ісландія | СРСР  | Туреччина |
| --------- | ------- | ----- | -------- | ----- | --------- |
| Австрія   | –       | 3 – 0 | 2 – 1    | 0 – 0 | 3 – 2     |
| НДР       | 1 – 1   | –     | 2 – 0    | 2 – 1 | 0 – 2     |
| Ісландія  | 0 – 0   | 0 – 3 | –        | 1 – 1 | 2 – 1     |
| СРСР      | 2 – 0   | 3 – 0 | 1 – 1    | –     | 2 – 0     |
| Туреччина | 3 – 0   | 3 – 1 | 1 – 1    | 0 – 1 | –         |

| 31 серпня 1988 |

| Ісландія       | 1 – 1  | СРСР           |
| -------------- | ------ | -------------- |
| Гретарссон 10' | (Звіт) | Литовченко 75' |

| Лаугардалсволлур, Рейк'явік Глядачів: 7,982 Арбітр: Алан Снодді (Північна Ірландія) |

| 12 жовтня 1988 |

| Туреччина        | 1 – 1  | Ісландія     |
| ---------------- | ------ | ------------ |
| Юнал Караман 73' | (Звіт) | Торфасон 62' |

| Іненю, Стамбул Глядачів: 25,680 Арбітр: Овадія Бен Іцхак (Ізраїль) |

| 19 жовтня 1988 |

| СРСР                         | 2 – 0  | Австрія |
| ---------------------------- | ------ | ------- |
| Михайличенко 46' Заваров 68' | (Звіт) |         |

| Республіканський, Київ Глядачів: 95,000 Арбітр: Руне Ларссон (Швеція) |

| 19 жовтня 1988 |

| НДР          | 2 – 0  | Ісландія |
| ------------ | ------ | -------- |
| Том 34', 88' | (Звіт) |          |

| Фрідріх-Людвіг-Ян-Шпортпарк, Берлін Глядачів: 12,300 Арбітр: Ейнар Галле (Норвегія) |

| 2 листопада 1988 |

| Австрія                      | 3 – 2  | Туреччина          |
| ---------------------------- | ------ | ------------------ |
| Польстер 38' Герцог 42', 54' | (Звіт) | Учар 61' Чолак 81' |

| Пратер Штадіум, Відень Глядачів: 27,000 Арбітр: Тулліо Ланезе (Італія) |

| 30 листопада 1988 |

| Туреччина                | 3 – 1  | НДР     |
| ------------------------ | ------ | ------- |
| Чолак 23', 63' Четін 69' | (Звіт) | Том 76' |

| Іненю, Стамбул Глядачів: 42,000 Арбітр: Лайош Немет (Угорщина) |

| 12 квітня 1989 |

| НДР | 0 – 2  | Туреччина            |
| --- | ------ | -------------------- |
|     | (Звіт) | Чолак 21' Ділмен 88' |

| Ернст Грубе Штадіум, Магдебург Глядачів: 23,000 Арбітр: Ян Дамгорд (Данія) |

| 26 квітня 1989 |

| СРСР                                          | 3 – 0  | НДР |
| --------------------------------------------- | ------ | --- |
| Добровольський 3' Литовченко 20' Протасов 40' | (Звіт) |     |

| Республіканський, Київ Глядачів: 100,000 Арбітр: Дуглас Гоуп (Шотландія) |

| 10 травня 1989 |

| Туреччина | 0 – 1  | СРСР             |
| --------- | ------ | ---------------- |
|           | (Звіт) | Михайличенко 41' |

| Іненю, Стамбул Глядачів: 45,000 Арбітр: Мішель Вотро (Франція) |

| 20 травня 1989 |

| НДР         | 1 – 1  | Австрія     |
| ----------- | ------ | ----------- |
| Кірстен 86' | (Звіт) | Польстер 3' |

| Центральштадіон, Лейпциг Глядачів: 22,000 Арбітр: Альфонс Константен (Бельгія) |

| 31 травня 1989 |

| СРСР               | 1 – 1  | Ісландія        |
| ------------------ | ------ | --------------- |
| Добровольський 65' | (Звіт) | Едвальдссон 86' |

| Стадіон імені Леніна, Москва Глядачів: 60,654 Арбітр: Тімо Кельтонен (Фінляндія) |

| 14 червня 1989 |

| Ісландія | 0 – 0  | Австрія |
| -------- | ------ | ------- |
|          | (Звіт) |         |

| Лаугардалсволлур, Рейк'явік Глядачів: 10,535 Арбітр: Говард Кінг (Уельс) |

| 23 серпня 1989 |

| Австрія                   | 2 – 1  | Ісландія        |
| ------------------------- | ------ | --------------- |
| Пфайфенбергер 47' Жак 62' | (Звіт) | Маргейрссон 48' |

| Штадіон Леєн, Зальцбург Глядачів: 16,000 Арбітр: Петер Міккельсен (Данія) |

| 6 вересня 1989 |

| Австрія | 0 – 0  | СРСР |
| ------- | ------ | ---- |
|         | (Звіт) |      |

| Петер Штадіон, Відень Глядачів: 62,500 Арбітр: Кіт Гакетт (Англія) |

| 6 вересня 1989 |

| Ісландія | 0 – 3  | НДР                           |
| -------- | ------ | ----------------------------- |
|          | (Звіт) | Заммер 55' Ернст 63' Доль 65' |

| Лаугардалсволлур, Рейк'явік Глядачів: 7,124 Арбітр: Кіт Купер (Уельс) |

| 20 вересня 1989 |

| Ісландія           | 2 – 1  | Туреччина |
| ------------------ | ------ | --------- |
| Петурссон 56', 72' | (Звіт) | Учар 85'  |

| Лаугардалсволлур, Рейк'явік Глядачів: 3,451 Арбітр: Хосе Перес Санчес (Іспанія) |

| 8 жовтня 1989 |

| НДР                | 2 – 1  | СРСР           |
| ------------------ | ------ | -------------- |
| Том 81' Заммер 83' | (Звіт) | Литовченко 74' |

| Ернст-Тельманн Штадіум, Карл-Маркс-Штадт Глядачів: 15,900 Арбітр: Бу Гелен (Швеція) |

| 25 жовтня 1989 |

| Туреччина                | 3 – 0  | Австрія |
| ------------------------ | ------ | ------- |
| Ділмен 12', 52' Учар 60' | (Звіт) |         |

| Алі Самі Єн, Стамбул Глядачів: 33,465 Арбітр: Йозеф Марко (Чехословаччина) |

| 15 листопада 1989 |

| СРСР              | 2 – 0  | Туреччина |
| ----------------- | ------ | --------- |
| Протасов 68', 79' | (Звіт) |           |

| Локомотив, Сімферополь Глядачів: 28,000 Арбітр: Дітер Паулі (ФРН) |

| 15 листопада 1989 |

| Австрія                      | 3 – 0  | НДР |
| ---------------------------- | ------ | --- |
| Польстер 2', 23' (пен.), 61' | (Звіт) |     |

| Пратер Штадіум, Відень Глядачів: 55,000 Арбітр: Пйотр Вернер (Польща) |

### Група 4
|            | І | В | Н | П | Г+ | Г- | РГ  | О  |
| ---------- | - | - | - | - | -- | -- | --- | -- |
| Нідерланди | 6 | 4 | 2 | 0 | 8  | 2  | +6  | 10 |
| ФРН        | 6 | 3 | 3 | 0 | 13 | 3  | +10 | 9  |
| Фінляндія  | 6 | 1 | 1 | 4 | 4  | 16 | −12 | 3  |
| Уельс      | 6 | 0 | 2 | 4 | 4  | 8  | −4  | 2  |

|            | Фінляндія | Нідерланди | Уельс | ФРН   |
| ---------- | --------- | ---------- | ----- | ----- |
| Фінляндія  | –         | 0 – 1      | 1 – 0 | 0 – 4 |
| Нідерланди | 3 – 0     | –          | 1 – 0 | 1 – 1 |
| Уельс      | 2 – 2     | 1 – 2      | –     | 0 – 0 |
| ФРН        | 6 – 1     | 0 – 0      | 2 – 1 | –     |

| 31 серпня 1988 |

| Фінляндія | 0 – 4  | ФРН                                  |
| --------- | ------ | ------------------------------------ |
|           | (Звіт) | Феллер 7', 15' Маттеус 52' Рідле 87' |

| Олімпійський стадіон, Гельсінкі Глядачів: 31,693 Арбітр: Вадим Жук (СРСР) |

| 14 вересня 1988 |

| Нідерланди | 1 – 0  | Уельс |
| ---------- | ------ | ----- |
| Гулліт 82' | (Звіт) |       |

| Олімпійський стадіон, Амстердам Глядачів: 55,000 Арбітр: Ян Дамгорд (Данія) |

| 19 жовтня 1988 |

| Уельс                                | 2 – 2  | Фінляндія                  |
| ------------------------------------ | ------ | -------------------------- |
| Сондерс 16' (пен.) Лахтінен 40' (аг) | (Звіт) | Укконен 9' Паателайнен 44' |

| Ветч Філд, Суонсі Глядачів: 9,603 Арбітр: Гудмундор Гаралдссон (Ісландія) |

| 19 жовтня 1988 |

| ФРН | 0 – 0  | Нідерланди |
| --- | ------ | ---------- |
|     | (Звіт) |            |

| Олімпійський стадіон, Мюнхен Глядачів: 73,000 Арбітр: П'єтро Д'Елія (Італія) |

| 26 квітня 1989 |

| Нідерланди     | 1 – 1  | ФРН       |
| -------------- | ------ | --------- |
| Ван Бастен 87' | (Звіт) | Рідле 68' |

| Де Куйп, Роттердам Глядачів: 50,500 Арбітр: Ерік Фредрікссон (Швеція) |

| 31 травня 1989 |

| Уельс | 0 – 0  | ФРН |
| ----- | ------ | --- |
|       | (Звіт) |     |

| Кардіфф Армс Парк, Кардіфф Глядачів: 30,000 Арбітр: Карлуш Сілва Валенте (Португалія) |

| 31 травня 1989 |

| Фінляндія | 0 – 1  | Нідерланди |
| --------- | ------ | ---------- |
|           | (Звіт) | Кіфт 87'   |

| Олімпійський стадіон, Гельсінкі Глядачів: 46,217 Арбітр: Пйотр Вернер (Польща) |

| 6 вересня 1989 |

| Фінляндія    | 1 – 0  | Уельс |
| ------------ | ------ | ----- |
| Ліппонен 50' | (Звіт) |       |

| Олімпійський стадіон, Гельсінкі Глядачів: 7,480 Арбітр: Зігфрід Кіршен (НДР) |

| 4 жовтня 1989 |

| ФРН                                                                        | 6 – 1  | Фінляндія    |
| -------------------------------------------------------------------------- | ------ | ------------ |
| Меллер 12', 80' Літтбарскі 47' Клінсманн 53' Феллер 62' Маттеус 84' (пен.) | (Звіт) | Ліппонен 72' |

| Зігналь Ідуна Парк, Дортмунд Глядачів: 40,000 Арбітр: Алан Снодді (Північна Ірландія) |

| 11 жовтня 1989 |

| Уельс     | 1 – 2  | Нідерланди            |
| --------- | ------ | --------------------- |
| Бовен 89' | (Звіт) | Рутьєс 13' Босман 79' |

| Рейскорс Граунд, Рексем Глядачів: 9,025 Арбітр: Гельмут Коль (Австрія) |

| 15 листопада 1989 |

| Нідерланди                                  | 3 – 0  | Фінляндія |
| ------------------------------------------- | ------ | --------- |
| Босман 57' Е. Куман 62' Р. Куман 69' (пен.) | (Звіт) |           |

| Де Куйп, Роттердам Глядачів: 49,500 Арбітр: Егіл Нервік (Норвегія) |

| 15 листопада 1989 |

| ФРН                    | 2 – 1  | Уельс     |
| ---------------------- | ------ | --------- |
| Феллер 25' Гесслер 48' | (Звіт) | Аллен 11' |

| Рейн Енергі Штадіон, Кельн Глядачів: 60,300 Арбітр: Мішель Вотро (Франція) |

### Група 5
|           | І | В | Н | П | Г+ | Г- | РГ  | О  |
| --------- | - | - | - | - | -- | -- | --- | -- |
| Югославія | 8 | 6 | 2 | 0 | 16 | 6  | +10 | 14 |
| Шотландія | 8 | 4 | 2 | 2 | 12 | 12 | 0   | 10 |
| Франція   | 8 | 3 | 3 | 2 | 10 | 7  | +3  | 9  |
| Норвегія  | 8 | 2 | 2 | 4 | 10 | 9  | +1  | 6  |
| Кіпр      | 8 | 0 | 1 | 7 | 6  | 20 | −14 | 1  |

|           | Кіпр  | Франція | Норвегія | Шотландія | Югославія |
| --------- | ----- | ------- | -------- | --------- | --------- |
| Кіпр      | –     | 1 – 1   | 0 – 3    | 2 – 3     | 1 – 2     |
| Франція   | 2 – 0 | –       | 1 – 0    | 3 – 0     | 0 – 0     |
| Норвегія  | 3 – 1 | 1 – 1   | –        | 1 – 2     | 1 – 2     |
| Шотландія | 2 – 1 | 2 – 0   | 1 – 1    | –         | 1 – 1     |
| Югославія | 4 – 0 | 3 – 2   | 1 – 0    | 3 – 1     | –         |

| 14 вересня 1988 |

| Норвегія     | 1 – 2  | Шотландія                |
| ------------ | ------ | ------------------------ |
| Ф'єртофт 44' | (Звіт) | Макстей 14' Джонстон 62' |

| Уллевол, Осло Глядачів: 22,769 Арбітр: Луїджі Аньйолін (Італія) |

| 28 вересня 1988 |

| Франція          | 1 – 0  | Норвегія |
| ---------------- | ------ | -------- |
| Папен 84' (пен.) | (Звіт) |          |

| Парк де Пренс, Париж Глядачів: 22,000 Арбітр: Гюнтер Габерманн (НДР) |

| 19 жовтня 1988 |

| Шотландія    | 1 – 1  | Югославія    |
| ------------ | ------ | ------------ |
| Джонстон 19' | (Звіт) | Катанець 37' |

| Гемпден-Парк, Глазго Глядачів: 42,771 Арбітр: Карл-Гайнц Трічлер (ФРН) |

| 22 жовтня 1988 |

| Кіпр              | 1 – 1  | Франція     |
| ----------------- | ------ | ----------- |
| Піттас 78' (пен.) | (Звіт) | Ксюереб 44' |

| Макаріо, Нікосія Глядачів: 2,700 Арбітр: Еміліо Соріано Аладрен (Іспанія) |

| 2 листопада 1988 |

| Кіпр | 0 – 3  | Норвегія                    |
| ---- | ------ | --------------------------- |
|      | (Звіт) | Серлот 57', 78' Освольд 90' |

| Циріон, Лімасол Глядачів: 7,767 Арбітр: Едгар Аццопарді (Мальта) |

| 19 листопада 1988 |

| Югославія                          | 3 – 2  | Франція           |
| ---------------------------------- | ------ | ----------------- |
| Спасич 11' Сушич 76' Стойкович 82' | (Звіт) | Перес 3' Созе 68' |

| ЄНА, Белград Глядачів: 7,489 Арбітр: Ерік Фредрікссон (Швеція) |

| 11 грудня 1988 |

| Югославія                                     | 4 – 0  | Кіпр |
| --------------------------------------------- | ------ | ---- |
| Савичевич 13', 33', 82' Хаджибегич 44' (пен.) | (Звіт) |      |

| Стадіон імені Райко Митича, Белград Глядачів: 15,246 Арбітр: Тодор Колев (Болгарія) |

| 8 лютого 1989 |

| Кіпр                       | 2 – 3  | Шотландія                |
| -------------------------- | ------ | ------------------------ |
| Колліандріс 13' Йоанну 47' | (Звіт) | Джонстон 9' Гаф 54', 90' |

| Циріон, Лімасол Глядачів: 25,000 Арбітр: Зігфрід Кіршен (НДР) |

| 8 березня 1989 |

| Шотландія         | 2 – 0  | Франція |
| ----------------- | ------ | ------- |
| Джонстон 28', 52' | (Звіт) |         |

| Гемпден-Парк, Глазго Глядачів: 65,204 Арбітр: Їржі Штіглер (Чехословаччина) |

| 26 квітня 1989 |

| Шотландія                 | 2 – 1  | Кіпр        |
| ------------------------- | ------ | ----------- |
| Джонстон 26' Маккойст 63' | (Звіт) | Ніколау 62' |

| Гемпден-Парк, Глазго Глядачів: 50,081 Арбітр: Гудмундур Гаралдссон (Ісландія) |

| 29 квітня 1989 |

| Франція | 0 – 0  | Югославія |
| ------- | ------ | --------- |
|         | (Звіт) |           |

| Парк де Пренс, Париж Глядачів: 34,287 Арбітр: Туліо Ланезе (Італія) |

| 21 травня 1989 |

| Норвегія                           | 3 – 1  | Кіпр            |
| ---------------------------------- | ------ | --------------- |
| Освольд 16' Серлот 34' Братсет 35' | (Звіт) | Колліандріс 44' |

| Уллевол, Осло Глядачів: 10,271 Арбітр: Петер Міккельсен (Данія) |

| 14 червня 1989 |

| Норвегія     | 1 – 2  | Югославія                 |
| ------------ | ------ | ------------------------- |
| Ф'єртофт 89' | (Звіт) | Стойкович 21' Вуйович 86' |

| Уллевол, Осло Глядачів: 22,740 Арбітр: Вадим Жук (СРСР) |

| 5 вересня 1989 |

| Норвегія    | 1 – 1  | Франція          |
| ----------- | ------ | ---------------- |
| Братсет 84' | (Звіт) | Папен 40' (пен.) |

| Уллевол, Осло Глядачів: 8,564 Арбітр: Тодор Колев (Болгарія) |

| 6 вересня 1989 |

| Югославія                                  | 3 – 1  | Шотландія |
| ------------------------------------------ | ------ | --------- |
| Катанець 52' Гіллеспі 58' (аг) Вуйович 59' | (Звіт) | Дьюрі 37' |

| Максимир, Загреб Глядачів: 42,500 Арбітр: Марсель Ван Лангенхов (Бельгія) |

| 11 жовтня 1989 |

| Югославія             | 1 – 0  | Норвегія |
| --------------------- | ------ | -------- |
| Хаджибегич 44' (пен.) | (Звіт) |          |

| Олімпійський стадіон, Сараєво Глядачів: 32,000 Арбітр: Юсуф Намоглу (Туреччина) |

| 11 жовтня 1989 |

| Франція                         | 3 – 0  | Шотландія |
| ------------------------------- | ------ | --------- |
| Дешам 26' Кантона 63' Дюран 89' | (Звіт) |           |

| Парк де Пренс, Париж Глядачів: 25,000 Арбітр: Курт Ретлісбергер (Швейцарія) |

| 28 жовтня 1989 |

| Кіпр              | 1 – 2  | Югославія                 |
| ----------------- | ------ | ------------------------- |
| Піттас 38' (пен.) | (Звіт) | Станойкович 5' Панчев 49' |

| Олімпійський стадіон, Афіни Глядачів: 1,046 Арбітр: Йоан Ігна (Румунія) |

| 15 листопада 1989 |

| Шотландія    | 1 – 1  | Норвегія   |
| ------------ | ------ | ---------- |
| Маккойст 44' | (Звіт) | Йонсен 89' |

| Гемпден-Парк, Глазго Глядачів: 63,987 Арбітр: Міхал Лісткевич (Польща) |

| 18 листопада 1989 |

| Франція            | 2 – 0  | Кіпр |
| ------------------ | ------ | ---- |
| Дешам 25' Блан 75' | (Звіт) |      |

| Муніципальний стадіон, Тулуза Глядачів: 34,687 Арбітр: Валерій Бутенко (СРСР) |

### Група 6
|                   | І | В | Н | П | Г+ | Г- | РГ  | О  |
| ----------------- | - | - | - | - | -- | -- | --- | -- |
| Іспанія           | 8 | 6 | 1 | 1 | 20 | 3  | +17 | 13 |
| Ірландія          | 8 | 5 | 2 | 1 | 10 | 2  | +8  | 12 |
| Угорщина          | 8 | 2 | 4 | 2 | 8  | 12 | −4  | 8  |
| Північна Ірландія | 8 | 2 | 1 | 5 | 6  | 12 | −6  | 5  |
| Мальта            | 8 | 0 | 2 | 6 | 3  | 18 | −15 | 2  |

|                   | Угорщина | Мальта | Північна Ірландія | Ірландія | Іспанія |
| ----------------- | -------- | ------ | ----------------- | -------- | ------- |
| Угорщина          | –        | 1 – 1  | 1 – 0             | 0 – 0    | 2 – 2   |
| Мальта            | 2 – 2    | –      | 0 – 2             | 0 – 2    | 0 – 2   |
| Північна Ірландія | 1 – 2    | 3 – 0  | –                 | 0 – 0    | 0 – 2   |
| Ірландія          | 2 – 0    | 2 – 0  | 3 – 0             | –        | 1 – 0   |
| Іспанія           | 4 – 0    | 4 – 0  | 4 – 0             | 2 – 0    | –       |

| 21 травня 1988 |

| Північна Ірландія             | 3 – 0  | Мальта |
| ----------------------------- | ------ | ------ |
| Квінн 14' Пенні 23' Кларк 25' | (Звіт) |        |

| Віндзор Парк, Белфаст Глядачів: 9,000 Арбітр: Карлуш де Сілва Валенте (Португалія) |

| 14 вересня 1988 |

| Північна Ірландія | 0 – 0  | Ірландія |
| ----------------- | ------ | -------- |
|                   | (Звіт) |          |

| Віндзор Парк, Белфаст Глядачів: 19,873 Арбітр: Мішель Вотро (Франція) |

| 19 жовтня 1988 |

| Угорщина  | 1 – 0  | Північна Ірландія |
| --------- | ------ | ----------------- |
| Вінце 84' | (Звіт) |                   |

| Непстадіон, Будапешт Глядачів: 18,000 Арбітр: Курт Ретлісбергер (Швейцарія) |

| 16 листопада 1988 |

| Іспанія                    | 2 – 0  | Ірландія |
| -------------------------- | ------ | -------- |
| Маноло 52' Бутрагеньйо 66' | (Звіт) |          |

| Естадіо Беніто Вільямарін, Севілья Глядачів: 50,000 Арбітр: Юрій Савченко (СРСР) |

| 11 грудня 1988 |

| Мальта            | 2 – 2                                      | Угорщина            |
| ----------------- | ------------------------------------------ | ------------------- |
| Бусуттіл 46', 90' | (Звіт)[недоступне посилання з лютого 2019] | Вінце 5' Кіпріц 56' |

| Національний стадіон, Аттард Глядачів: 9,964 Арбітр: Георгіос Кукулакіс (Греція) |

| 21 грудня 1988 |

| Іспанія                                                             | 4 – 0  | Північна Ірландія |
| ------------------------------------------------------------------- | ------ | ----------------- |
| Роган 30' (аг) Бутрагеньйо 55' Мічел 60' (пен.) Макдональд 64' (аг) | (Звіт) |                   |

| Рамон Санчес Пісхуан, Севілья Глядачів: 70,000 Арбітр: Марсель Ван Лангенхов (Бельгія) |

| 22 січня 1989 |

| Мальта | 0 – 2  | Іспанія                          |
| ------ | ------ | -------------------------------- |
|        | (Звіт) | Мічел 15' (пен.) Беґірістайн 49' |

| Національний стадіон, Аттард Глядачів: 15,797 Арбітр: Девід Сайм (Шотландія) |

| 8 лютого 1989 |

| Північна Ірландія | 0 – 2  | Іспанія                |
| ----------------- | ------ | ---------------------- |
|                   | (Звіт) | Андрінуа 3' Маноло 84' |

| Віндзор Парк, Белфаст Глядачів: 15,000 Арбітр: Дітер Паулі (ФРН) |

| 8 березня 1989 |

| Угорщина | 0 – 0  | Ірландія |
| -------- | ------ | -------- |
|          | (Звіт) |          |

| Непстадіон, Будапешт Глядачів: 33,966 Арбітр: Зоран Петрович (Югославія) |

| 23 березня 1989 |

| Іспанія                               | 4 – 0  | Мальта |
| ------------------------------------- | ------ | ------ |
| Мічел 38', 68' (пен.) Маноло 71', 80' | (Звіт) |        |

| Естадіо Беніто Вільямарін, Севілья Глядачів: 41,500 Арбітр: Жорж Сандоз (Швейцарія) |

| 12 квітня 1989 |

| Угорщина        | 1 – 1                                      | Мальта      |
| --------------- | ------------------------------------------ | ----------- |
| Бода 49' (пен.) | (Звіт)[недоступне посилання з лютого 2019] | Бусуттіл 7' |

| Непстадіон, Будапешт Глядачів: 25,000 Арбітр: Арі Фрост (Ізраїль) |

| 26 квітня 1989 |

| Мальта | 0 – 2  | Північна Ірландія   |
| ------ | ------ | ------------------- |
|        | (Звіт) | Кларк 55' О'Ніл 73' |

| Національний стадіон, Аттард Глядачів: 15,150 Арбітр: Сілвіу Петреску (Румунія) |

| 26 квітня 1989 |

| Ірландія       | 1 – 0  | Іспанія |
| -------------- | ------ | ------- |
| Мічел 15' (аг) | (Звіт) |         |

| Лансдаун Роуд, Дублін Глядачів: 49,600 Арбітр: Горст Бруммаєр (Австрія) |

| 28 травня 1989 |

| Ірландія             | 2 – 0  | Мальта |
| -------------------- | ------ | ------ |
| Гафтон 32' Моран 55' | (Звіт) |        |

| Лансдаун Роуд, Дублін Глядачів: 48,928 Арбітр: Жозе Роза душ Сантуш (Португалія) |

| 4 червня 1989 |

| Ірландія                  | 2 – 0  | Угорщина |
| ------------------------- | ------ | -------- |
| Макграт 33' Каскаріно 80' | (Звіт) |          |

| Лансдаун Роуд, Дублін Глядачів: 48,600 Арбітр: Егіл Нервік (Норвегія) |

| 6 вересня 1989 |

| Північна Ірландія | 1 – 2  | Угорщина             |
| ----------------- | ------ | -------------------- |
| Вайтсайд 89'      | (Звіт) | Ковач 13' Богнар 44' |

| Віндзор Парк, Белфаст Глядачів: 8,000 Арбітр: Ерік Фредрікссон (Швеція) |

| 11 жовтня 1989 |

| Ірландія                           | 3 – 0  | Північна Ірландія |
| ---------------------------------- | ------ | ----------------- |
| Велан 42' Каскаріно 48' Гафтон 57' | (Звіт) |                   |

| Лансдаун Роуд, Дублін Глядачів: 46,800 Арбітр: П'єтро Д'Елія (Італія) |

| 11 жовтня 1989 |

| Угорщина        | 2 – 2  | Іспанія               |
| --------------- | ------ | --------------------- |
| Пінтер 38', 82' | (Звіт) | Салінас 30' Мічел 35' |

| Непстадіон, Будапешт Глядачів: 30,000 Арбітр: Джордж Кортні (Англія) |

| 15 листопада 1989 |

| Іспанія                                            | 4 – 0  | Угорщина |
| -------------------------------------------------- | ------ | -------- |
| Маноло 7' Бутрагеньйо 24' Хуаніто 40' Фернандо 63' | (Звіт) |          |

| Рамон Санчес Пісхуан, Севілья Глядачів: 20,000 Арбітр: Жерар Біге (Франція) |

| 15 листопада 1989 |

| Мальта | 0 – 2  | Ірландія                |
| ------ | ------ | ----------------------- |
|        | (Звіт) | Олдрідж 31', 68' (пен.) |

| Національний стадіон, Аттард Глядачів: 21,942 Арбітр: Яп Уйленберг (Нідерланди) |

### Група 7
|                | І | В | Н | П | Г+ | Г- | РГ  | О  |
| -------------- | - | - | - | - | -- | -- | --- | -- |
| Бельгія        | 8 | 4 | 4 | 0 | 15 | 5  | +10 | 12 |
| Чехословаччина | 8 | 5 | 2 | 1 | 13 | 3  | +10 | 12 |
| Португалія     | 8 | 4 | 2 | 2 | 11 | 8  | +3  | 10 |
| Швейцарія      | 8 | 2 | 1 | 5 | 10 | 14 | −4  | 5  |
| Люксембург     | 8 | 0 | 1 | 7 | 3  | 22 | −19 | 1  |

|                | Бельгія | Чехословаччина | Люксембург | Португалія | Швейцарія |
| -------------- | ------- | -------------- | ---------- | ---------- | --------- |
| Бельгія        | –       | 2 – 1          | 1 – 1      | 3 – 0      | 1 – 0     |
| Чехословаччина | 0 – 0   | –              | 4 – 0      | 2 – 1      | 3 – 0     |
| Люксембург     | 0 – 5   | 0 – 2          | –          | 0 – 3      | 1 – 4     |
| Португалія     | 1 – 1   | 0 – 0          | 1 – 0      | –          | 3 – 1     |
| Швейцарія      | 2 – 2   | 0 – 1          | 2 – 1      | 1 – 2      | –         |

| 21 вересня 1988 |

| Люксембург  | 1 – 4  | Швейцарія                                             |
| ----------- | ------ | ----------------------------------------------------- |
| Лангерс 80' | (Звіт) | А. Сюттер 1' Тюрк'їлмаз 21' (пен.), 53' Б. Сюттер 28' |

| Мунісіпаль, Люксембург Глядачів: 2,092 Арбітр: Ігнас ван Швітен (Нідерланди) |

| 18 жовтня 1988 |

| Люксембург | 0 – 2  | Чехословаччина         |
| ---------- | ------ | ---------------------- |
|            | (Звіт) | Гашек 25' Хованець 35' |

| Стад де ля Фронтьєр, Еш-сюр-Альзетт Глядачів: 1,826 Арбітр: Душан Чолич (Югославія) |

| 19 жовтня 1988 |

| Бельгія     | 1 – 0  | Швейцарія |
| ----------- | ------ | --------- |
| Верворт 30' | (Звіт) |           |

| Гейзель, Брюссель Глядачів: 14,450 Арбітр: Девід Сайм (Шотландія) |

| 16 листопада 1988 |

| Чехословаччина | 0 – 0  | Бельгія |
| -------------- | ------ | ------- |
|                | (Звіт) |         |

| Тегельне поле, Братислава Глядачів: 47,182 Арбітр: Ніл Міджлі (Англія) |

| 16 листопада 1988 |

| Португалія | 1 – 0  | Люксембург |
| ---------- | ------ | ---------- |
| Гоміш 31'  | (Звіт) |            |

| Беса Секулу XXI, Порту Глядачів: 5,925 Арбітр: Майкл Колфілд (Ірландія) |

| 15 лютого 1989 |

| Португалія  | 1 – 1  | Бельгія            |
| ----------- | ------ | ------------------ |
| Панейра 53' | (Звіт) | ван дер Лінден 84' |

| Да Луж, Лісабон Глядачів: 43,501 Арбітр: Жерар Біге (Франція) |

| 26 квітня 1989 |

| Португалія                          | 3 – 1  | Швейцарія  |
| ----------------------------------- | ------ | ---------- |
| Жуан Пінту 48' Роза 56' Панейра 69' | (Звіт) | Дзуффі 64' |

| Да Луж, Лісабон Глядачів: 18,460 Арбітр: Алан Ганн (Англія) |

| 29 квітня 1989 |

| Бельгія         | 2 – 1  | Чехословаччина |
| --------------- | ------ | -------------- |
| Дегріз 29', 77' | (Звіт) | Луговий 41'    |

| Гейзель, Брюссель Глядачів: 34,612 Арбітр: Еміліо Соріано Аладрен (Іспанія) |

| 9 травня 1989 |

| Чехословаччина                        | 4 – 0  | Люксембург |
| ------------------------------------- | ------ | ---------- |
| Грига 6' Скугравий 76', 84' Білек 81' | (Звіт) |            |

| Летна, Прага Глядачів: 16,350 Арбітр: Томас Доннеллі (Північна Ірландія) |

| 1 червня 1989 |

| Люксембург | 0 – 5  | Бельгія                                       |
| ---------- | ------ | --------------------------------------------- |
|            | (Звіт) | ван дер Лінден 13', 52', 62', 89' Верворт 64' |

| Стад Грімонпре Жорі, Лілль Глядачів: 9,100 Арбітр: Борислав Александров (Болгарія) |

| 7 червня 1989 |

| Швейцарія | 0 – 1  | Чехословаччина |
| --------- | ------ | -------------- |
|           | (Звіт) | Скугравий 22'  |

| Ванкдорф, Берн Глядачів: 33,000 Арбітр: Гельмут Коль (Австрія) |

| 6 вересня 1989 |

| Бельгія                              | 3 – 0  | Португалія |
| ------------------------------------ | ------ | ---------- |
| Кулеманс 34' ван дер Лінден 59', 69' | (Звіт) |            |

| Гейзель, Брюссель Глядачів: 28,250 Арбітр: Олексій Спірін (СРСР) |

| 20 вересня 1989 |

| Швейцарія             | 1 – 2  | Португалія                 |
| --------------------- | ------ | -------------------------- |
| Тюрк'їлмаз 28' (пен.) | (Звіт) | Футре 74' (пен.) Агуаш 77' |

| Стад де ля Маладьєр, Невшатель Глядачів: 18,400 Арбітр: Георгіос Кукулакіс (Греція) |

| 6 жовтня 1989 |

| Чехословаччина        | 2 – 1  | Португалія |
| --------------------- | ------ | ---------- |
| Білек 11' (пен.), 82' | (Звіт) | Агуаш 74'  |

| Летна, Прага Глядачів: 29,809 Арбітр: Арон Шмідгубер (ФРН) |

| 11 жовтня 1989 |

| Люксембург | 0 – 3  | Португалія                |
| ---------- | ------ | ------------------------- |
|            | (Звіт) | Агуаш 43', 53' Барруш 72' |

| Людвігспарк Штадіон, Саарбрюкен Глядачів: 1,800 Арбітр: Джон Перселл (Ірландія) |

| 11 жовтня 1989 |

| Швейцарія               | 2 – 2  | Бельгія                    |
| ----------------------- | ------ | -------------------------- |
| Кнуп 50' Тюрк'їлмаз 68' | (Звіт) | Дегріз 58' Гайгер 73' (аг) |

| Санкт-Якоб, Базель Глядачів: 5,000 Арбітр: Лайош Гартманн (Угорщина) |

| 25 жовтня 1989 |

| Чехословаччина                       | 3 – 0  | Швейцарія |
| ------------------------------------ | ------ | --------- |
| Скугравий 17' Білек 86' Моравчик 88' | (Звіт) |           |

| Летна, Прага Глядачів: 33,759 Арбітр: Ееко Аго (Фінляндія) |

| 25 жовтня 1989 |

| Бельгія      | 1 – 1  | Люксембург |
| ------------ | ------ | ---------- |
| Версавель 7' | (Звіт) | Еллерс 88' |

| Гейзель, Брюссель Глядачів: 11,600 Арбітр: Гудмундур Гаралдссон (Ісландія) |

| 15 листопада 1989 |

| Португалія | 0 – 0  | Чехословаччина |
| ---------- | ------ | -------------- |
|            | (Звіт) |                |

| Да Луж, Лісабон Глядачів: 40,000 Арбітр: Девід Сайм (Шотландія) |

| 15 листопада 1989 |

| Швейцарія                 | 2 – 1  | Люксембург |
| ------------------------- | ------ | ---------- |
| Бонвен 54' Тюрк'їлмаз 62' | (Звіт) | Малгет 14' |

| Еспенмоос, Санкт-Галлен Глядачів: 2,500 Арбітр: Овадія Бен Іцхак (Ізраїль) |

### Рейтинг других місць
| Команда | І | В | Н | П | Г+ | Г- | РГ  | О |
| ------- | - | - | - | - | -- | -- | --- | - |
| ФРН     | 6 | 3 | 3 | 0 | 13 | 3  | +10 | 9 |
| Англія  | 6 | 3 | 3 | 0 | 10 | 0  | +10 | 9 |
| Данія   | 6 | 3 | 2 | 1 | 15 | 6  | +9  | 8 |

## Бомбардири
7 голів
- Марк ван дер Лінден

6 голів
- Мо Джонстон

5 голів
- Тоні Польстер
- Флемінг Поульсен
- Маноло
- Мічел
- Кубілай Тюрк'їлмаз
- Танжу Чолак

4 голи
- Міхал Білек
- Томаш Скугравий
- Андреас Том
- Руй Агуаш
- Руді Феллер

3 голи
- Марк Дегріз
- Браян Лаудруп
- Кармел Бусуттіл
- Йоран Серлот
- Геннадій Литовченко
- Олег Протасов
- Еміліо Бутрагеньйо
- Рідван Ділмен
- Фейяс Учар
- Деян Савичевич

2 голи
- Сокол Кушта
- Андреас Герцог
- Патрік Верворт
- Хрістос Колліандріс
- Памбос Піттас
- Кент Нільсен
- Маттіас Заммер
- Джон Барнс
- Пітер Бердслі
- Гарі Лінекер
- Міка Ліппонен
- Дідьє Дешам
- Жан-П'єр Папен
- Аттіла Пінтер
- Іштван Вінце
- Петур Петурссон
- Джон Олдрідж
- Тоні Каскаріно
- Рей Гафтон
- Джон Босман
- Колін Кларк
- Руне Братсет
- Ян Оге Ф'єртофт
- К'єтіль Освольд
- Ришард Тарасевич
- Вітор Панейра
- Гаврил Балінт
- Родіон Кеметару
- Дорін Матеуц
- Йоан Сабеу
- Аллі Маккойст
- Річард Гаф
- Ігор Добровольський
- Олексій Михайличенко
- Йонні Екстрем
- Лотар Маттеус
- Андреас Меллер
- Карл-Гайнц Рідле
- Фарук Хаджибегич
- Сречко Катанець
- Драган Стойкович
- Златко Вуйович

1 гол
- Юллі Шеху
- Гаймо Пфайфенбергер
- Манфред Жак
- Ян Кулеманс
- Брюно Версавель
- Калін Банков
- Божидар Іскренов
- Трифон Іванов
- Христо Колев
- Аян Садаков
- Христо Стоїчков
- Їаннос Йоанну
- Флорос Ніколау
- Йозеф Хованець
- Станіслав Грига
- Іван Гашек
- Мілан Луговий
- Любомир Моравчик
- Генрік Андерсен
- Ян Бартрам
- Ларс Ельструп
- Мікаель Лаудруп
- Кім Вільфорт
- Томас Доль
- Райнер Ернст
- Ульф Кірстен
- Пол Гаскойн
- Браян Робсон
- Кріс Водл
- Ніл Вебб
- Міксу Паателайнен
- Карі Укконен
- Лоран Блан
- Ерік Кантона
- Жан-Філіпп Дюран
- Крістіан Перес
- Франк Созе
- Даніель Ксюереб
- Костас Маврідіс
- Тасос Мітропулос
- Нікос Ніопліас
- Імре Бода
- Дьйордь Богнар
- Йожеф Кіпріц
- Кальман Ковач
- Атлі Едвальдссон
- Сігурдур Гретарссон
- Рагнар Маргейрссон
- Гудмундур Торфасон
- Пол Макграт
- Кевін Моран
- Ронні Велан
- Гі Еллерс
- Роббі Лангерс
- Тео Малгет
- Рууд Гулліт
- Вім Кіфт
- Ервін Куман
- Роналд Куман
- Грам Рутьєс
- Марко ван Бастен
- Майкл О'Ніл
- Стів Пенні
- Джиммі Квінн
- Норман Вайтсайд
- Ерланд Йонсен
- Кшиштоф Важиха
- Яцек Зьобер
- Руй Барруш
- Паулу Футре
- Фернанду Гоміш
- Жуан Пінту
- Фредеріку Роза
- Георге Хаджі
- Георге Попеску
- Гордон Дьюрі
- Пол Макстей
- Олександр Заваров
- Хенар Андрінуа
- Чікі Беґірістайн
- Фернандо
- Хуаніто
- Хуліо Салінас
- Лейф Енквіст
- Ганс Гольмквіст
- Клас Інгессон
- Ніклас Ларссон
- Петер Ларссон
- Рогер Юнг
- Матс Магнуссон
- Крістоф Бонвен
- Адріан Кнуп
- Ален Сюттер
- Беат Сюттер
- Даріо Дзуффі
- Огуз Четін
- Малколм Аллен
- Марк Бовен
- Дін Сондерс
- Томас Гесслер
- Юрген Клінсманн
- П'єр Літтбарскі
- Дарко Панчев
- Предраг Спасич
- Вуядин Станойкович
- Сафет Сушич

1 автогол
- Алан Макдональд (у грі проти Іспанії)
- Антон Роган (у грі проти Іспанії)
- Гері Гіллеспі (у грі проти Югославії)
- Мічел (у грі проти Ірландії)
- Ален Гайгер (у грі проти Бельгії)